# Marian Jochman
Marian Gerard Jochman (ur. 2 lutego 1935 w Toruniu, zm. 27 grudnia 2020 w Bydgoszczy) – polski lekkoatleta, długodystansowiec, olimpijczyk.

## Kariera sportowa
Był jednym z długodystansowców „Wunderteamu” (obok Krzyszkowiaka, Zimnego, Chromika i Ożoga). Specjalizował się w biegu na 5000 metrów (rekord życiowy: 13:54,6 z 1958, co było 6. rezultatem na kontynencie).
W 1958, pomimo znakomitej formy, nie wystąpił na mistrzostwach Europy w Sztokholmie, bo mogło startować tylko dwóch zawodników z jednego państwa (Krzyszkowiak i Zimny zdobyli złoty oraz srebrny medal). Wziął natomiast udział w igrzyskach olimpijskich w Rzymie 1960, ale bez sukcesów (odpadł w eliminacjach [biegu na 5000 metrów).
Był mistrzem Polski na 1500 m (1959 r.) i czterokrotnie w biegu przełajowym na 3 km (1957, 1958, 1959 i 1960 r.).
Reprezentował barwy Pomorzanina Toruń i (w l. 50. i 60.) Zawiszy Bydgoszcz.

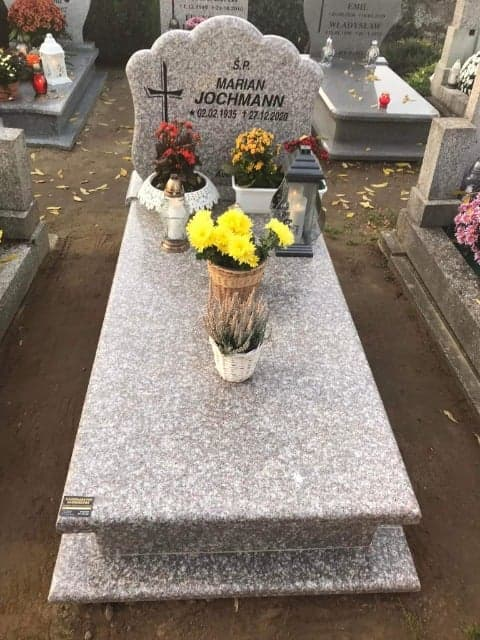
Grób Mariana Jochmanna na Cmentarzu w Starym Czarnowie